# بطولة مونبلييه المفتوحة للتنس
بطولة مونبلييه المفتوحة للتنس هي بطولة تلعب على الأراضي الصلبة , وتندرج تحت قائمة بطولات رابطة محترفي كرة المضرب ال250 نقطة. تقام البطولة في مدينة مونبلييه في فرنسا كل عام.